# Channichthyidae
Channichthyidae é uma família de peixes, perciformes, da subordem Notothenioidei, comummente conhecidos como peixes-gelo.
O nome comum destes peixes fica-se a dever à ausência de glóbulos vermelhos no sangue, o que lhes dá uma feição translúcida, que lembra gelo.
Este animal, que vive a cerca de 975 metros de profundidade das águas frias e escuras em torno da Antárctica, pode parecer um peixe comum à primeira vista, mas faltam-lhe duas características que a maioria dos outros peixes têm: hemoglobina e escamas.
O Tokyo Sea Life Park, em Tóquio, é o único aquário no mundo que tem esta espécie em cativeiro – um casal que gerou descendência no início de 2024.
Os cientistas esperam que estes espécimes ajudem a perceber de que forma o peixe consegue sobreviver sem a hemoglobina, capaz de transportar o oxigénio para as suas células.
É possível, segundo o que alguns especulam, que o coração anormalmente grande do animal ajude a transportar o oxigénio no corpo, usando para isso o plasma do sangue em vez da hemoglobina. Além disso, não tendo escamas, o peixe consegue absorver algum oxigénio directamente através da pele – as frias águas polares são mais ricas em oxigénio do que as águas mais quentes.

## Géneros
- Chaenocephalus
- Chaenodraco
- Champsocephalus
- Channichthys
- Chionobathyscus
- Chionodraco
- Cryodraco
- Dacodraco
- Neopagetopsis
- Pagetopsis
- Pseudochaenichthys